# Альтеке-Сарымовская волость

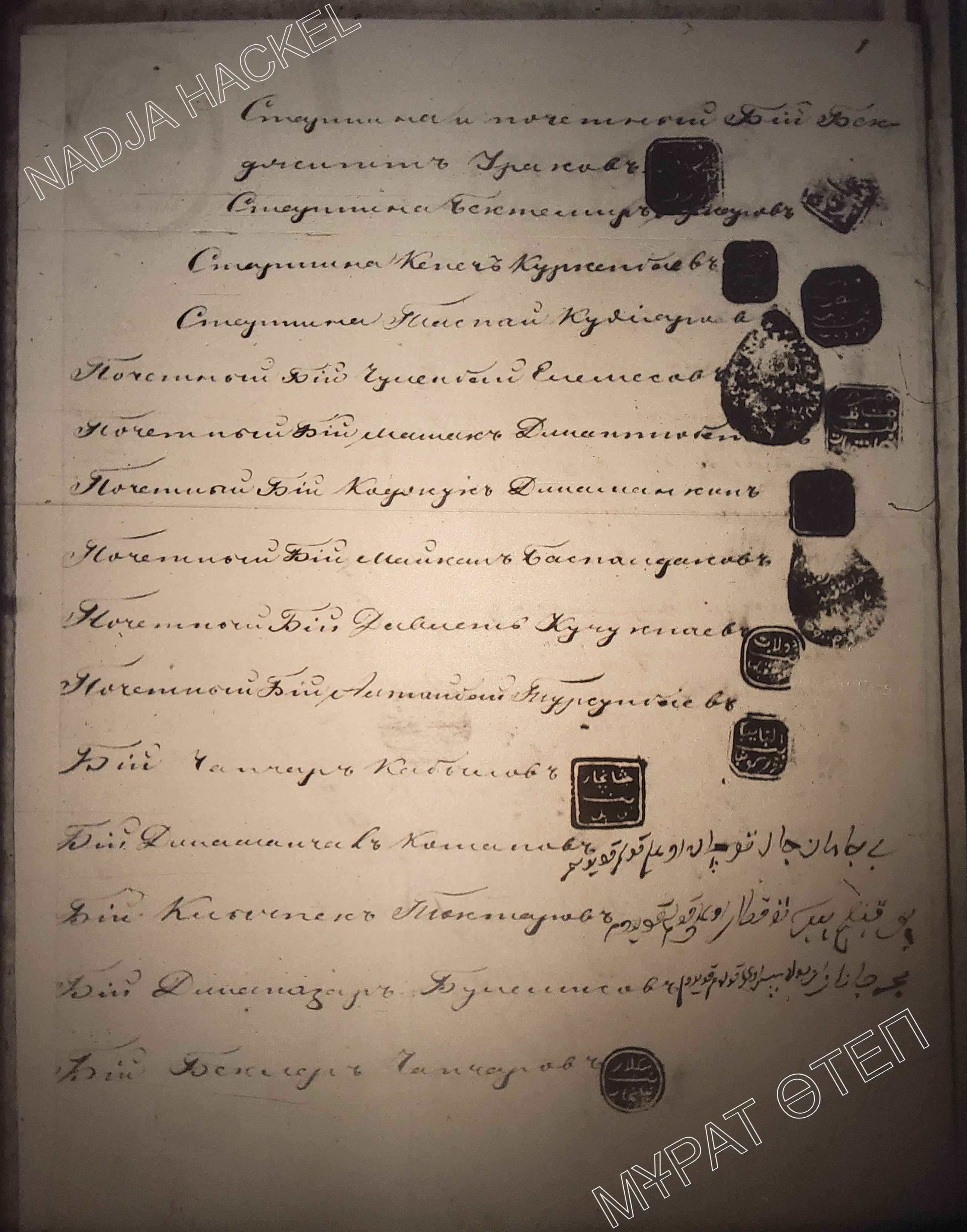
Свидетельство султанов, биев и старшин Альтеке-Сарымовской волости. 1862г.

Альтеке-Сарымовская волость — казахская волость сначала в Каркаралинском внешнем округе Области сибирских киргизов, а потом Каркаралинском уезде Семипалатинской области.

## История
Образован в Каркаралинском внешнем округе 1820е годы. В 1878 году разделен на Нуринскую и Токраунскую волости

## Глава
- Первый глава — Султангазы Букейханов. 1824-1842
- Жанкутты Ботантайулы ~1846-1847~[2]
- Шанбай Балапанов (24.02.1858 — 03.07.1861)[3] утвержден 1855, уволен по болезни, вновь утвержден 1864[4]
- Малыбай Байгутдинов (3 декабря 1871 —)[5]

### Бий и старшины
Лицами пользовавним званием Биев до 1854 года и в настоящее время пользуются таковыми.
Бий:
- Джангутты Ботантаев
- Байбул Балапанов
- Мамыр Есенаманов
- Дюсенбай Джаманкулов
- Бокбай Торбиков
- Серик Чектыбаев
- Чуленбай Елемесов-Почетный бий
- Ракпан Токтаров
- Агыбай Конырбаев
- Джуласпай Атанбаев
- Аймагамбет Битантаев

Старшины:
- Узакпай Куланов
- Балтакай Байтемиров
- Нысан Джаикпаев
- Бектемир Архаров
- Чолак Итпасов
- Ардабай Идилев
- Базар Добазгулов (или Добугуров)
- Алатай Маутенов
- Чадор Тенизов

## Население

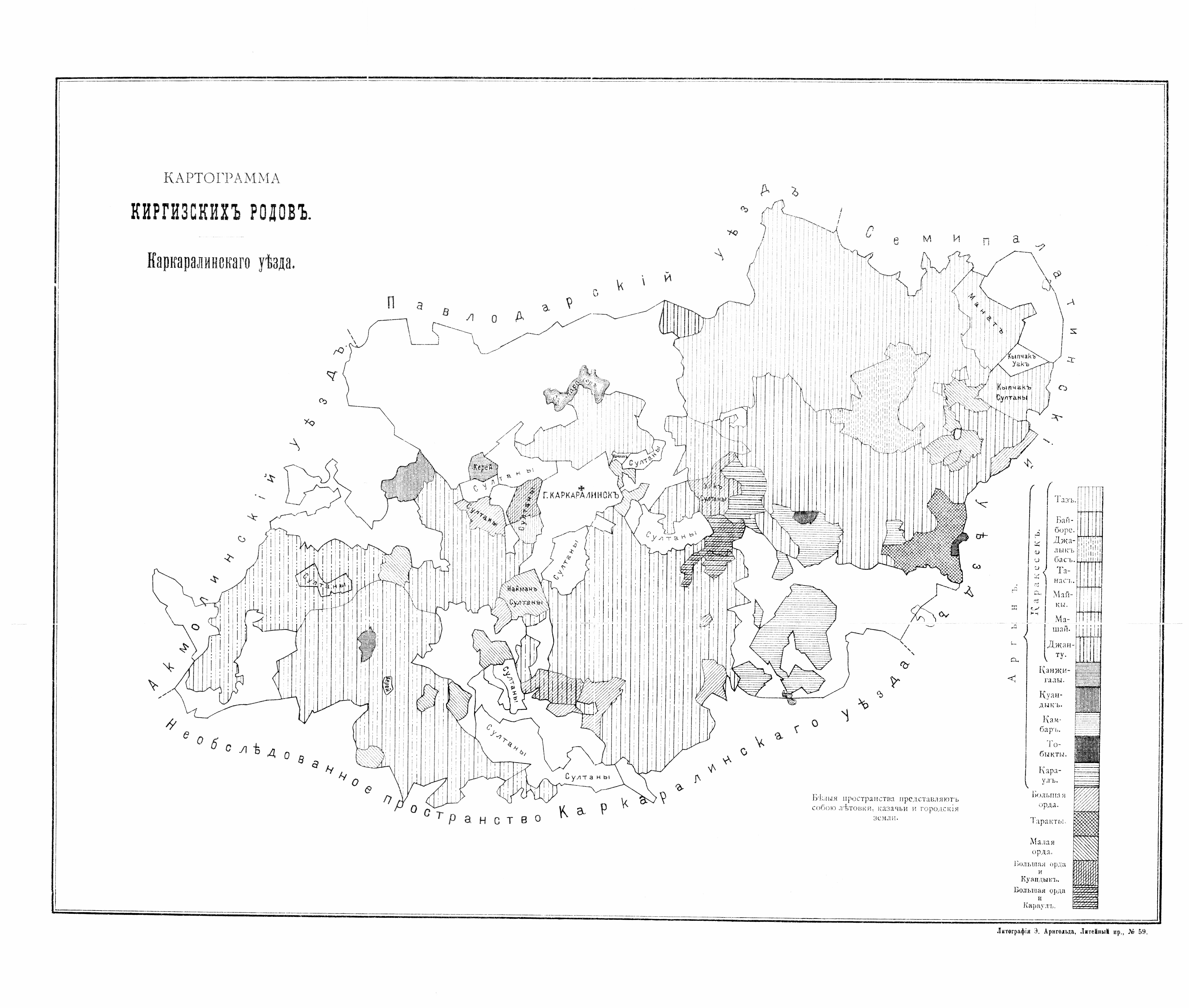
Картограмма киргизских родов Каркаралинского уезда 1905

Население составляет подроды Альтеке и Сарым рода Каракесек племени Аргын.

### Генеалогия
Аргын — Каракесек — Түйте — Майқы:
- Сарым
  - Өтеміс
  - Тоқсан
- Әлтеке

## Общественный Благотворительный Фонд
В 04.06.2008 зарегистрирован ОБФ «Әлтеке-Сарым». Руководитель: Ордабаев Турсын Каскатаевич.

## Территория
Территория находилась на юге Каркаралинского уезда на юге современного Шетского района и Актогайского района.

## Административное деление
Делилась на 15 административных аулов, 1048 кибиток, 7568 человек.
| №  | Звание волостей и имена волостных и аульных правителей, 1834 год | число | число | число душ | число душ | количество скота оказавшихся по исчислению | количество скота оказавшихся по исчислению | количество скота оказавшихся по исчислению |
| -- | --- | ----- | ----- | --------- | --------- | ------------------------------------------ | ------------------------------------------ | ------------------------------------------ |
| №  | Звание волостей и имена волостных и аульных правителей, 1834 год | аулов | юрт   | мужчин    | женщин    | лошадей                                    | рогатого                                   | баранов                                    |
|    | Управляющий волостью султан Султангазы Букеев, аульные старшины: Джаманкул Табылов, Кулан Елемесов, Мамыр Есеноманов, Джабай Джаманкенин, Торак Есетов, Джаксыбай Казыбаев, Балапан Чабакбаев, Байгутты Ботантаев, Торак Чандыгелов, Байса Джаманкулов, Топак Байтокин и Кулбулды Чуаков. | 15    | 1048  | 3144      | 4192      | 11960                                      | 3577                                       | 82522                                      |
|    | Звание округов, волостей, родов, аулов и управляющих ими |       |       |           |           |                                            |                                            |                                            |
| 1  | Управляющий сею волостью султана Газы Букеева и проживающих при нём тюленгутов | 1     | 56    | 168       | 224       | 1000                                       | 300                                        | 5300                                       |
| 2  | Рода Алтеке Отделения Алмурат Старшины Джаманкул Табылова с киргизами | 2     | 69    | 207       | 276       | 960                                        | 200                                        | 4950                                       |
| 3  | Старшины Кулана Еменалина с киргизами | 2     | 71    | 213       | 284       | 570                                        | 175                                        | 4250                                       |
| 4  | Отделения Дос Старшины Мамыр Есенаманова с киргизами | 1     | 78    | 234       | 312       | 322                                        | 302                                        | 3510                                       |
| 5  | Отделения Утегон Еспулай Старшины Айнека Булатова с киргизами | 1     | 85    | 255       | 340       | 1880                                       | 307                                        | 8440                                       |
| 6  | Рода Сарым Утемес Отделения Кулун Старшины Торана Есетева с киргизами | 2     | 77    | 231       | 308       | 490                                        | 300                                        | 3970                                       |
| 7  | Отделения Кулсары Старшины Джаксыбая Казыбаева с киргизами | 1     | 57    | 171       | 228       | 460                                        | 170                                        | 3075                                       |
| 8  | Отделения Боксары Старшины Балапана Чабанбаева с киргизами | 2     | 123   | 369       | 492       | 1125                                       | 500                                        | 8040                                       |
| 9  | Рода Сарым Токсан Отделения Айдабул Старшины Байгутты Ботантаева с киргизами | 2     | 68    | 204       | 272       | 2400                                       | 200                                        | 12150                                      |
| 10 | Старшины Торана Чандыгелева с киргизами | 2     | 100   | 300       | 400       | 1700                                       | 340                                        | 8840                                       |
| 11 | Отделения Амандык Старшины Баиса Джаманкулова с киргизами | 2     | 95    | 285       | 380       | 867                                        | 502                                        | 7250                                       |
| 12 | Отделения Джиенгельды Старшины Топака Байтокина с киргизами | 2     | 92    | 276       | 368       | 568                                        | 292                                        | 5855                                       |
| 13 | Старшины Джунуса Байхожина с киргизами | 1     | 54    | 162       | 216       | 604                                        | 189                                        | 3530                                       |

## Известные жители
- Жанкутты Ботантайулы
- Шортанбай Канайулы
- Агыбай-батыр